# Jankowice (województwo kujawsko-pomorskie)
Jankowice – wieś w Polsce położona w województwie kujawsko-pomorskim, w powiecie grudziądzkim, w gminie Łasin.

## Podział administracyjny
W latach 1954–1959 wieś należała i była siedzibą władz gromady Jankowice, po jej zniesieniu w gromadzie Łasin. W latach 1975–1998 miejscowość administracyjnie należała do województwa toruńskiego.

## Demografia
Według Narodowego Spisu Powszechnego (III 2011 r.) wieś liczyła 142 mieszkańców. Jest siedemnastą co do wielkości miejscowością gminy Łasin.

## Drogi krajowe
Przez wieś przechodzi droga krajowa nr .

## Oświata
W Jankowicach mieściło się Gimnazjum Nr 2 w Jankowicach.

## Znane osoby
W Jankowicach urodził się Kazimierz Jasiński (1920-1997), polski historyk specjalizujący się w historii średniowiecznej i genealog.

## Historia
W Słowniku historyczno-geograficznym ziem polskich w średniowieczu, na stronie 48 o miejscowości (oddalonej o 5 km od Łasina) Jankowice, czytamy, cyt.: 1520 Maciej Kostka, s. Jakuba i Anny Rokuszównej, wykupuje wieś królewską Jankowice od brata Stanisława Kostki (MS 4/1, nr 3456); 1524 Łukasz de Allen wykupuje J. od braci Kostków (MS 4/2, nr 14 081); 1570 własność królewska w dzierżawie Kostków, ok. 72 łanów, 14 zagród, karczma, młyn, wyszynk gorzałki (ŹD 57; Bi. 32).